# Augustin Deac (istoric)
Augustin Deac (n. 9 august 1928, Giurtelecu Șimleului, județul Sălaj — d. 29 ianuarie 2004, București) a fost un istoric din România, promotor al unor teze protocroniste.

## Biografie
Augustin Deac s-a născut într-o familie greco-catolică. A urmat studiile secundare la Șimleul Silvaniei și la Zalău. A absolvit facultatea de istorie și arheologie a Universității din Cluj, fiind asistent al academicianului Constantin Daicoviciu. A obținut titlul de doctor la București. A fost cercetător principal la Institutul de Istorie și Studii Politice din București. A ținut cursuri la mai multe facultăți și a colaborat la numeroase publicații. Acesta a fost specialist în mișcări muncitorești și socialiste, atât în perioada modernă cât și contemporană.
Augustin Deac a publicat peste 40 de lucrări științifice de referință. A adus în România textul microfilmat al codicelui din Rohoncz. 

## Distincții
- Ordinul „Meritul Științific” clasa a II-a (26 septembrie 1966) „pentru merite deosebite în activitatea științifică, cu prilejul Centenarului Academiei Republicii Socialiste România”[4]